# 国土交通省設置法
国土交通省設置法（こくどこうつうしょうせっちほう、平成11年7月16日法律第100号）は、国土交通省の設置ならびに任務および所掌事務を定め、所掌する行政事務を遂行するために必要な組織に関する日本の法律である。

## 構成
- 第一章 総則（第一条）
- 第二章 国土交通省の設置並びに任務及び所掌事務
  - 第一節 国土交通省の設置（第二条）
  - 第二節 国土交通省の任務及び所掌事務（第三条・第四条）
- 第三章 本省に置かれる職及び機関
  - 第一節 特別な職（第五条）
  - 第二節 審議会等
    - 第一款 設置（第六条）
    - 第二款 国土審議会（第七条―第十二条）
    - 第三款 社会資本整備審議会（第十三条）
    - 第四款 交通政策審議会（第十四条）
    - 第五款 運輸審議会（第十五条―第二十六条）

  - 第三節 特別の機関（第二十七条―第二十九条の三）
  - 第四節 地方支分部局（第三十条―第四十条）
- 第四章 外局
  - 第一節 設置（第四十一条）
  - 第二節 観光庁（第四十二条―第四十四条）
  - 第三節 気象庁
    - 第一款 任務及び所掌事務（第四十五条―第四十七条）
    - 第二款 地方支分部局（第四十八条―第五十条）

  - 第四節 運輸安全委員会（第五十一条）
  - 第五節 海上保安庁（第五十二条）
- 附則

## 沿革
- 1999年（平成11年）7月16日、国土交通省設置法（平成11年法律第101号）が公布。中央省庁等改革関係法施行法第2条[1]により、2001年（平成13年）1月6日施行。同日実施の中央省庁再編にあたり、建設省設置法及び運輸省設置法並びに国土庁設置法は、中央省庁等改革のための国の行政組織関係法律の整備等に関する法律（平成11年法律第102号）第4条柱書及び第9号・第12号・第19号[2]により廃止された。また、同法146条により、北海道開発法にあった北海道開発庁の設置に関する規定は廃止された。